# Громыш, Александр Яковлевич
Александр Яковлевич Громыш (укр. Олександр Якович Громиш; 5 мая 1950, с. Лука Золочевский район, Львовская область, УССР, СССР — 3 июня 2016, Львов, Украина) — украинский оперный певец, солист Львовского оперного театра, народный артист Украины (2002).

## Биография
В 1969 г. окончил Луцкое музыкальное училище хорового дирижирования, в 1976 г. — вокальный факультет Львовского государственной консерватории имени Николая Лысенко. Учился в классе народного артиста СССР П.П. Кармалюка.
С 1976 г. работал во львовском Львовском Академическом театре оперы и балета им. И. Франко. Исполнял партии Моисея в опере «Моисей» Скорика, Ивана Карася в «Запорожце за Дунаем» Гулака-Артемовского, Василия Собакина в «Царской невесте» Римского-Корсакова, Рене в «Иоланте» Чайковского, Рамфиса в «Аиде» Верди, Дона Базилио в «Севильском цирюльнике» Россини, Анджелотти в «Флории Тоске» Пуччини, Монтероне и Спарафучиле в «Риголетто» Верди, Захария в «Набукко» Верди.
Выступал на сценах Швейцарии, Австрии, Германии, Франции, Дании, Люксембурга, Венгрии, Польши.
В 2003 г. был выпущен компакт-диск «Поет Александр Громыш» с записями арий из опер и популярных песен в его исполнении.
Похоронен на Лычаковском кладбище.

## Признание
- Заслуженный артист Украинской ССР (1988)
- Народный артист Украины (2002)